# Kanton Ceton
Ceton  is een kanton van het Franse departement Orne. Het kanton maakt deel uit van het arrondissement Mortagne-au-Perche.

In 2019 telde het 12.692  inwoners.

Het kanton werd gevormd ingevolge het decreet van 25 februari 2014 met uitwerking op 22 maart 2015, met Ceton als hoofdplaats.

## Gemeenten
Het kanton omvatte bij zijn vorming 28 gemeenten, waaronder alle gemeenten van de opgeheven kantons Bellême en Le Theil.
Op 1 januari 2016 werden de gemeenten Gémages, L'Hermitière, Mâle, La Rouge, Saint-Agnan-sur-Erre en Le Theil samengevoegd tot de fusiegemeente (commune nouvelle) Val-au-Perche.

Op 1 januari 2017 werden de gemeenten Eperrais, Le Gué-de-la-Chaîne, Origny-le-Butin, La Perrière, Saint-Ouen-de-la-Cour en Sérigny, samengevoegd tot de fusiegemeente (commune nouvelle) Belforêt-en-Perche.
Sindsdien omvat het kanton volgende gemeenten:
- Appenai-sous-Bellême
- Belforêt-en-Perche
- Bellême
- Bellou-le-Trichard
- Ceton
- La Chapelle-Souëf
- Chemilli
- Dame-Marie
- Igé
- Origny-le-Roux
- Pouvrai
- Saint-Fulgent-des-Ormes
- Saint-Germain-de-la-Coudre
- Saint-Hilaire-sur-Erre
- Saint-Martin-du-Vieux-Bellême
- Suré
- Val-au-Perche
- Vaunoise